# Anthracosauria

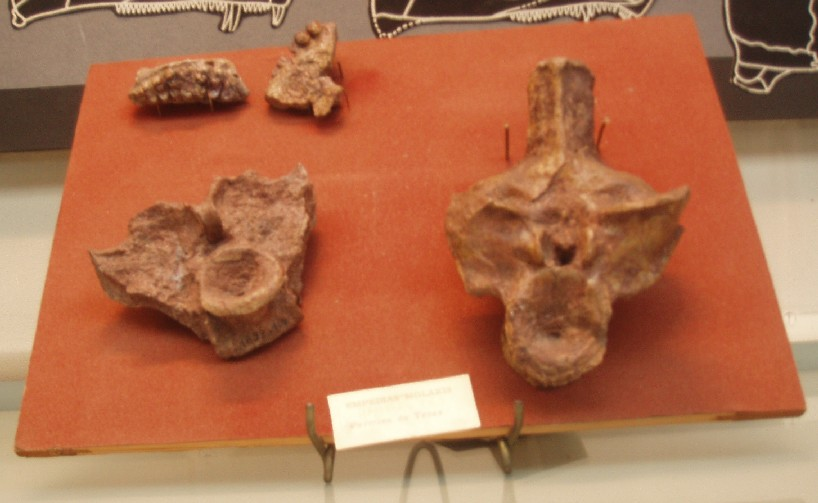
Fósiles de Empedias molaris.

Los antracosaurios (Anthracosauria, gr. "lagartos del carbón") son un orden extinto de reptiliomorfos que tuvieron su apogeo durante el Carbonífero y Pérmico Inferior.

## Estatus taxonómico
El estatus taxonómico de los antracosaurios es confuso; de hecho, qué especies incluye depende de la definición del taxón. Según la definición original de Säve-Söderbergh en 1934, los antracosaurios eran un grupo de grandes anfibios acuáticos del Carbonífero y Pérmico Inferior. Según Romer, los antracosaurios incluyen todos los laberintodontos no amniotas, y la definición de Säve-Söderbergh es más equivalente al suborden Embolomeri de Romer. Esta definición fue usada también por Edwin H. Colbert y Robert L. Carroll en sus libros de texto sobre la paleontología de los vertebrados. No obstante, A. L. Panchen restauró el concepto original de antracosaurios de Säve-Söderbergh.
Con la revolución cladística, se produjeron nuevos cambios. Michel Laurin usó el término en sentido cladístico para referirse solo a los tetrápodos más similares a reptiles (Diadectomorpha y Solenodonsauridae) y los  amniotas, considerándolos no relacionados con los anfibios modernos. Pero Michael Benton considera los antracosaurios un orden parafilético dentro del superorden de Reptiliomorpha, junto a los órdenes Seymouriamorpha y Diadectomorpha.

## Etimología
El nombre Anthracosauria proviene del griego y significa "lagartos del carbón" porque muchos de sus restos fósiles han sido hallado en Coal Measures, un término litoestratigráfico usado para designar la parte del Carbonífero Superior que contiene carbón.